# Neohebestola brasiliensis
Neohebestola brasiliensis es una especie de escarabajo longicornio del género Neohebestola, tribu Forsteriini, subfamilia Lamiinae. Fue descrita científicamente por Fontes & Martins en 1977.
La especie se mantiene activa durante el mes de diciembre.

## Descripción
Mide 7,8-8,1 milímetros de longitud.

## Distribución
Se distribuye por Brasil.